# Cantón de Bulgnéville
El cantón de Bulgnéville era una división administrativa francesa, que estaba situada en el departamento de Vosgos y la región de Lorena.

## Composición
El cantón estaba formado por veinticuatro comunas:
- Aingeville
- Aulnois
- Auzainvilliers
- Belmont-sur-Vair
- Bulgnéville
- Crainvilliers
- Dombrot-sur-Vair
- Gendreville
- Hagnéville-et-Roncourt
- La Vacheresse-et-la-Rouillie
- Malaincourt
- Mandres-sur-Vair
- Médonville
- Morville
- Norroy
- Parey-sous-Montfort
- Saint-Ouen-lès-Parey
- Saint-Remimont
- Saulxures-lès-Bulgnéville
- Sauville
- Suriauville
- Urville
- Vaudoncourt
- Vrécourt

## Supresión del cantón de Bulgnéville
En aplicación del Decreto n.º 2014-268 de 27 de febrero de 2014, el cantón de Bulgnéville fue suprimido el 22 de marzo de 2015 y sus 24 comunas pasaron a formar parte del nuevo cantón de Vittel.